# Lightning Bolt (album)
Lightning Bolt – dziesiąty album studyjny amerykańskiej grupy Pearl Jam, który ukazał się 15 października 2013 roku nakładem wytwórni Monkeywrench Records. Wydawnictwo promuje singiel „Mind Your Manners”, który miał swoją premierę 11 lipca 2013 roku.
Płyta zadebiutowała na 3. miejscu zestawienia najlepiej sprzedających się albumów w Polsce, OLiS i uzyskała certyfikat złotej.

## Lista utworów
źródło: PearlJam.com
| Nr  | Tytuł utworu           | Tekst        | Muzyka                      | Długość |
| --- | ---------------------- | ------------ | --------------------------- | ------- |
| 1.  | „Getaway”              | Eddie Vedder | Eddie Vedder                | 3:26    |
| 2.  | „Mind Your Manners”    | Eddie Vedder | Eddie Vedder, Mike McCready | 2:38    |
| 3.  | „My Father's Son”      | Eddie Vedder | Jeff Ament                  | 3:07    |
| 4.  | „Sirens”               | Eddie Vedder | Mike McCready               | 5:41    |
| 5.  | „Lightning Bolt”       | Eddie Vedder | Eddie Vedder                | 4:13    |
| 6.  | „Infallible”           | Eddie Vedder | Jeff Ament, Stone Gossard   | 5:22    |
| 7.  | „Pendulum”             | Eddie Vedder | Jeff Ament, Stone Gossard   | 3:44    |
| 8.  | „Swallowed Whole”      | Eddie Vedder | Eddie Vedder                | 3:51    |
| 9.  | „Let the Records Play” | Eddie Vedder | Stone Gossard               | 3:46    |
| 10. | „Sleeping By Myself”   | Eddie Vedder | Eddie Vedder                | 3:04    |
| 11. | „Yellow Moon”          | Eddie Vedder | Jeff Ament                  | 3:52    |
| 12. | „Future Days”          | Eddie Vedder | Eddie Vedder                | 4:22    |
|     |                        |              |                             | 47:06   |

## Twórcy
Zespół Pearl Jam w składzie
- Eddie Vedder – wokal prowadzący, gitara rytmiczna
- Stone Gossard – gitara rytmiczna, gitara prowadząca
- Mike McCready – gitara prowadząca
- Jeff Ament – gitara basowa
- Matt Cameron – perkusja

Inni
- Brendan O’Brien – produkcja